# Tropidurus pinima
Tropidurus pinima är en ödleart som beskrevs av  Rodrigues 1984. Tropidurus pinima ingår i släktet Tropidurus och familjen Tropiduridae. Inga underarter finns listade i Catalogue of Life.